# Южные железные дороги
«Южные железные дороги» — объединяющее название разветвлённой сети государственных железнодорожных линий в Российской империи, под единым управлением, в городе Харьков, образованное в 1907 году в результате объединения казённых Харьково-Николаевской и Курско-Харьково-Севастопольской железных дорог.
В 1918 году в состав Южных дорог была включена Северо-Донецкая железная дорога. В 1934 году, вследствие разукрупнения, структура «Южные железные дороги» была реорганизована в несколько самостоятельных дорог.

## История
- Начало «Южной линии» положила казённая Московско-Курская железная дорога (1864—1868 гг.)
- Её продолжением стала Курско-Харьково-Азовская железная дорога.
- В 1874 году концессия на строительство от станции Лозовой до Севастополя дана П. И. Губонину. Лозово-Севастопольская железная дорога, введённая в 1875 году, выкуплена государственной казной.
- В январе 1896 году Лозово-Севастопольская объединена с Курско-Харьково-Азовской и Донецкой каменноугольной железной дорогой в Курско-Харьково-Севастопольскую железную дорогу.
- В 1907 году образованы Южные железные дороги объединением Курско-Харьково-Севастопольской с Харьково-Николаевской железной дорогой.
- В 1917—1934 годы в состав Южных дорог была включена бывшая частная — Северо-Донецкая железная дорога.
- В 1934 году вследствие разукрупнения, «Южные железные дороги» были разделены на несколько самостоятельных дорог: Южную железную дорогу; Приднепровскую железную дорогу; Южно-Донецкую железную дорогу; Северо-Донецкую железную дорогу.

## Узловые станции

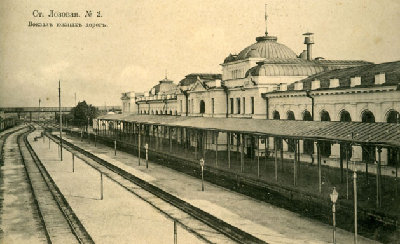
Вокзал станции Лозовая

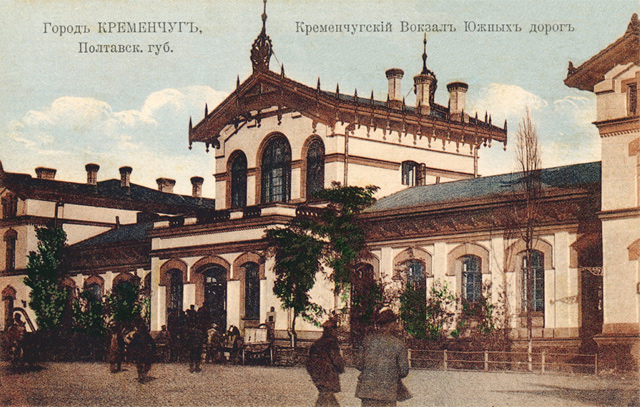
Вокзал станции Кременчуг

- Харьков-Сортировочный
- Мерефа
- Лозовая
- Александровск
- Синельниково
- Ново-Алексеевка
- Джанкой
- Симферополь
- Бахчисарай
- Севастополь

## Ветви дороги
- Синельниково — Екатеринослав (54 версты)
- Ново-Александровка — Геническ (14 вёрст)